# Кристоф IV Витцтум-Екщедт
Кристоф IV Витцтум-Екщедт (на немски: Christoph IV. Vitzthum von Eckstädt; * 25 август 1594 в дворец Кведлинбург; † 29 август 1653 в дворец Кведлинбург) е благородник от род Витцтум-Екщедт и държавен чиновник в Курфюрство Саксония.
Той е син на офицер Кристоф I Витцтум фон Екщедт (1552 – 1599) и съпругата му Мария фон Хаген (1562 – 1638), дъщеря на магдебургския съветник Кристоф фон Хаген (1538 – 1572) и Маргарета фон Бюнау от Дройсиг. Внук е на Георг II Витцтум фон Екщедт (1503 – 1570) и втората му съпруга Анна фон Пфлуг († 1570). Правнук е на Буркхард II Витцтум фон Екщедт († 1517) и Урсула фон Волфрамсдорф.
Кристоф IV Витцтум-Екщедт резидира от 1630 г. в градския дворец в Кведлинбург. Няколко месеца преди смъртта си той купува трите рицарски имения Тифензе, Нойхауз и Петерсрода.

## Фамилия
Кристоф IV Витцтум-Екщедт се жени за Хедвиг Елизабет фон Рауххаупт († 5 декември 1634 в дворец Кведлинбург), дъщеря на Хилдебранд фон Рауххаупт (1570 – 1605) и Катарина фон Шлаберндорф (* ок. 1575). Те имат един син:
- Кристоф VI Витцтум фон Екщедт (* 9 декември 1633 в дворец Кведлинбург; † 19 декември 1711 в дворец Шьонвьолкау), граф, женен I. на 11 ноември 1656 г. за Мария Луитгарда фон Таубе (* 27 декември 1627; † 18 май 1667), II. на 15 януари 1668 г. в Дрезден за Йохана Хелена фон Найтшютц (* 27 януари/юни 1649, Рьорсдорф; † 21 ноември 1707, Тросин)

Кристоф IV Витцтум-Екщедт се жени втори път на 19 октомври 1636 г. във Волфсбург за София фон Хан († 17 август 1676). Те имат три сина:
- Фридрих Вилхелм (вер. от първия брак)
- Вернер
- Кристоф Витцтум-Екщедт († 9 октомври 1694), държавен чиновник, камер-хер и хауптман на окръг Витенберг, женен за Доротея Сибила Таубе, богатата вдовица на Албрехт Кристиан фон Кромсдорф (1626 – 1684).